# Tvій формат
«Tvій фopмат» — альбом, содержащий акустическую программу группы «Океан Ельзи», запись сделана 4 сентября 2003 года во время съемок программы  продюсера Олександра Асаулюка «Tvій фоpмат» в студии Первого Всеукраинского музыкального телеканала М1. Альбом выпущен в 2003 году лейблом Lavina Music. Пластинка разошлась тиражом в 50 000 экземпляров.

## Об альбоме
Пластинка получилась достаточно спокойной и гармоничной. Святослав Вакарчук признался, что «… семьдесят процентов песен в таком варианте мне нравятся гораздо больше, чем альбомные версии. Особенно „Дівчина…“».
Первые 4000 экземпляров диска стали уникальными — они вышли с не совсем правильным списком песен. В следующих сериях ошибку исправили.

## Список композиций
музыка и слова — Святослав Вакарчук кроме отмеченного
1. Дівчина (з іншого життя) (3:41)
2. Мало мені (5:22) (Вакарчук, Гудимов)
3. Холодно (5:08)
4. Поясни (3:51) (Гудимов)
5. Етюд (3:23)
6. Сосни (4:38)
7. Мене (3:03)
8. Для тебе (3:33)
9. Невидима сім’я (4:14) (Вакарчук, Гудимов)
10. Ото була весна (3:57) (Океан Эльзы, Вакарчук)
11. Віддам (4:03)

Бонус-трек:
- Я їду додому (1:59)

## Участники записи
Океан Эльзы
1. Святослав Вакарчук — вокал
2. Павел Гудимов — акустическая гитара, бэк-вокал
3. Юрий Хусточка — бас-гитара
4. Дмитрий Шуров — пианино, Rhodes-piano, орган
5. Денис Глинин — барабаны, перкуссия

Исполнители на бонус-треке
1. Святослав Вакарчук — вокал
2. Дмитрий Шуров — клавишные
3. Егор Олесов — акустическая гитара
4. Иван Лохманюк — бас-гитара
5. Олег Федосов — барабаны

## Восприятие
Рецензентка украинского издания @music сдержанно оценила альбом, отметив, что «получилось не очень» и поставив оценку 5 из 10